# 1846年軌間統一法
1846年軌間統一法は1846年8月18日に発効したイギリスの議会法である。この法律によりイギリスでは4フィート8.5インチ (1,435 mm)、アイルランドでは5フィート3インチ (1,600 mm)以外の軌間の採用が禁止された。イザムバード・キングダム・ブルネルが設計し、グレート・ウェスタン鉄道が採用した7フィート (2,100 mm)軌間はイングランド南部とウェールズ以外で採用できなくなった。この法律によりブルネルが構想した広軌は事実上イギリスでの発展に終止符がうたれた。